# Никитовский район (Горловка)
Ники́товский район (укр. Мики́тівський район) — на северо-западе города Горловка Донецкой области Украины.

## Население
Общее население — 70 474 человек (2001 год).

### Языковой состав
Родной язык населения по данным переписи 2001 года:
| Язык       | Численность, чел. | Доля     |
| ---------- | ----------------- | -------- |
| Украинский | 8 539             | 12,12 %  |
| Русский    | 61 562            | 87,35 %  |
| Другое     | 373               | 0,53 %   |
| Итого      | 70 474            | 100,00 % |

## Достопримечательности
- Дворец культуры железнодорожников,
- Полуразрушенный Свято-Покровский храм, Свято-Казанский храм, Свято-Троицкий храм.
- Городские больницы № 5, № 8,
- Дворец культуры шахты имени Н. А. Изотова (ул. Черняховского)
- Дворец культуры шахты Комсомолец (центр досуга "Свиточ")
- Бульвар имени космонавтов Волковых (ж\м Строителей)
- Водонапорная башня, жилмассив Комсомолец, XIX век.

## Жилые массивы
- Никитовка,
- Балка Блюм,
- Изотовский,
- Бессарабка,
- Стальсбыт,
- Почтовый,
- Комсомольский,
- Ртутный,
- Железная Балка,
- Заканальный,
- Гагарина (Глубокая),
- Комарова,
- Строитель,
- Мичурина,
- Шахта 6-7,
- Двадцатый,
- Первомайка (Майка),
- Шевелёвка.

## Основные автомагистрали
- Артёмовское шоссе
- Никитовское шоссе
- ул. Академика Королёва
- ул. Корнейчука
- ул. Гольмовская
- ул. 40 лет Октября
- ул. 60 лет Образования СССР
- ул. Казарцева генерала
- ул. Жукова Г.К. маршала
- бульвар имени космонавтов Волковых (ж\м Строителей)
- ул. Оленина
- ул. Румянцева
- ул. Ртутная
- ул. Вознесенского
- ул. Болотникова
- ул. Горнопромышленная
- ул. Черняховского
- ул. Жирний Яр
- ул. Галилея
- ул. Донбасская
- ул. Ленина
- ул. 60 лет СССР
- ул. Алфавитная
- пер. Алфавитный
- ул. Бетховена
- ул. Жлобы Дмитрия
- ул. Дубинина Володи
- пер. Кирова
- ул. Черная Водокачка
- ул. Ивановой Н.
- ул. Коричева А.В.
- ул. Карпенко
- ул. Констанинова А.

## Промышленные предприятия
- Никитовский ртутный комбинат, ООО «Никитртуть»,
- Шахта имени Румянцева,Калининский район, а шахтное поле проходит по территории Никитовского района
- Шахта имени Гагарина ГХК,- на "сухой" консервации
- Шахта «Комсомолец» (ул. Куйбышева)- на "сухой" консервации
- ШСУ-7 (ул. Плеханова)
- Шахта имени Н. А. Изотова (ул. Горнопромышленная)- закрыта
- Никитовский алебастровый завод (пгт Зайцево, ул. Грозненская, 1а)
- Канал «Северский Донец-Донбасс»,
- Никитовский мясокомбинат. ТМ "Щирый кум".
- Никитовский хлебокомбинат.

## Городской транспорт
- троллейбус:
  - 4 станция Никитовка — жилмассив Строителей
  - 3 Горловский химзавод - жилмассив Строителей.
  - 2 5 квартал - жилмассив Строителей.
  - 1 станция Никитовка - Альтаир.

все маршруты следуют через Калининский и Центрально-Городской районы Горловки.
- автобусы, маршрутные такси

## Железнодорожные станции и остановки
- станция Никитовка
- станция Горловка
- станция Майорская
- станция Трудовая
- остановочный пункт Терриконный
- остановочный пункт Экспрессная
- остановочный пункт Гольмовский